# Kediri

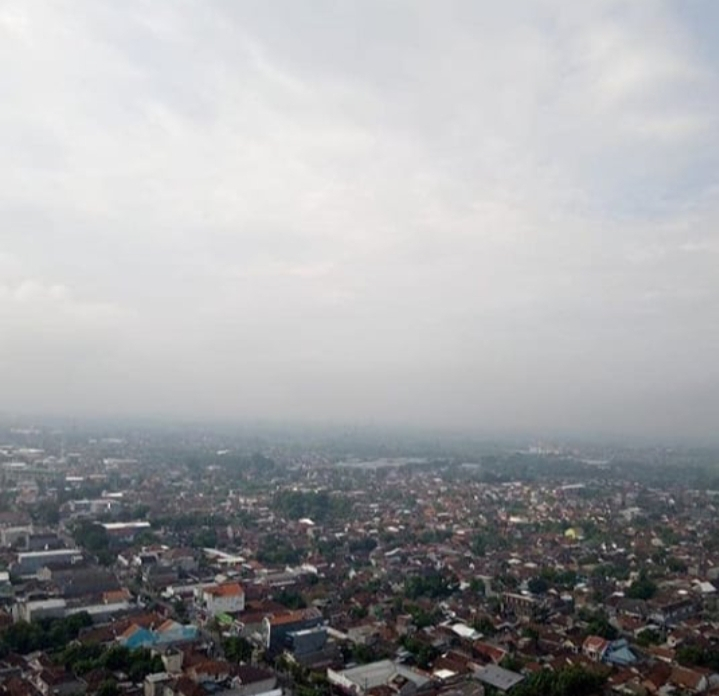
vista da cidade de Kediri

Kediri é uma cidade da Indonésia, na ilha de Java.